# Pleurotomella leptalea
Pleurotomella leptalea är en snäckart som beskrevs av Bush 1893. Pleurotomella leptalea ingår i släktet Pleurotomella och familjen kägelsnäckor. Inga underarter finns listade i Catalogue of Life.